# واسیل بوژینوف
واسیل بوژینوف (بلغاری: Васил Божинов؛ زادهٔ ۸ دسامبر ۱۹۹۶) بازیکن فوتبال اهل بلغارستان است.